# Волгозиха
Волгозиха — река в России, протекает в Сарапульском районе Удмуртии. Правый приток Камы.

## География
Река Волгозиха берёт начало в урочище Шадренки. Течёт на юго-восток по открытой местности мимо деревни Макшаки. Устье реки находится у деревни Дулесово в 289 км по правому берегу реки Кама. Длина реки составляет 11 км.
Основной приток — река Гаринка (правый).
Система водного объекта: Кама → Волга → Каспийское море.

## Данные водного реестра
По данным государственного водного реестра России относится к Камскому бассейновому округу, водохозяйственный участок реки — Кама от Воткинского гидроузла до Нижнекамского гидроузла, без рек Буй (от истока до Кармановского гидроузла), Иж, Ик и Белая, речной подбассейн реки — бассейны притоков Камы до впадения Белой. Речной бассейн реки — Кама.
Код объекта в государственном водном реестре — 10010101412111100015779.